# Sicurezza multilivello
Nella sicurezza informatica, il termine sicurezza multilivello (a volte semplicemente MLS, dall'inglese "Multi Level Security") indica una modalità operativa di sicurezza di un sistema informatico che gestisce informazioni classificate, nella quale non tutti gli utenti sono autorizzati per tutti i livelli di classifica gestiti dal sistema .
In altre parole, la sicurezza multilivello è una modalità operativa che consente la gestione di due o più differenti livelli di classifica all'interno dello stesso sistema, ma non tutti gli utenti sono autorizzati per tutti i dati gestiti dal sistema.
La necessità di gestire dati a più livelli di classifica provoca numerose complicazioni , sia nel caso di realizzazione tramite più sottosistemi isolati, che tramite un singolo sistema informatico multilivello.